# Sozialistischer Realismus
Sozialistischer Realismus  war eine Stilrichtung der Kunst des 20. Jahrhunderts, die auf der sozialistischen Ideologie des Marxismus-Leninismus begründet war. Sie war gekennzeichnet durch den Versuch einer formal realistischen Darstellungsweise und das Fehlen von Abstraktion und Ästhetisierung. Sie ging auf den Realismus des 19. Jahrhunderts zurück und grenzte sich von anderen modernen Stilrichtungen wie dem Expressionismus und dem Impressionismus ab.

## Übersicht
Der sozialistische Realismus stellte oft Themen aus dem Arbeitsleben und der Technik des sozialistischen Alltags in den Vordergrund, etwa optimistisch nach vorn blickende Arbeiter eines Kolchos auf einem Traktor. Aber auch bei Naturdarstellungen oder Personenporträts wurde auf eine möglichst realitätsnahe Form geachtet.
Diese Stilrichtung geht auf den Beschluss des Zentralkomitees der KPdSU vom 23. April 1932 zur „Liquidierung der Assoziation proletarischer Schriftsteller (VOAPP, RAPP)“, zur Vereinigung aller Schriftsteller, „die für die Politik der Sowjetmacht sind und bestrebt sind, am sozialistischen Aufbau mitzuwirken“, zurück. Ab diesem Zeitpunkt war sie die verbindliche Richtlinie für Literatur, Bildende Kunst und Musik in der Sowjetunion.
Die größte Bedeutung hatte der sozialistische Realismus in der Zeit nach 1945 für die nun im Einflussbereich der Sowjetunion liegenden Staaten als offizielle Doktrin im Kulturbetrieb. Auch in der DDR spielte er seit Staatsgründung 1949 eine wichtige Rolle. Viele Schriftsteller, Künstler und Wissenschaftler setzten diese Form um, oft in ehrlicher Überzeugung, zum Aufbau des „realen Sozialismus“ beizutragen. Der Moderne zugewandte Künstler in den realsozialistischen Staaten empfanden den sozialistischen Realismus dagegen mitunter als „billige Massenkunst“. Einige gingen aus Angst vor politischer Verfolgung in die sogenannte innere Emigration.
Nach Stalins Tod am 5. März 1953 wurden die Vorgaben etwas gelockert. Dennoch dominierte der sozialistische Realismus als offizielle Doktrin die ostmitteleuropäische und osteuropäische Kunst bis in die späten 1980er Jahre, in denen sich in den meisten Ländern bereits stärkere Abweichungserscheinungen zeigten.

## Sozialistischer Realismus in der Literatur

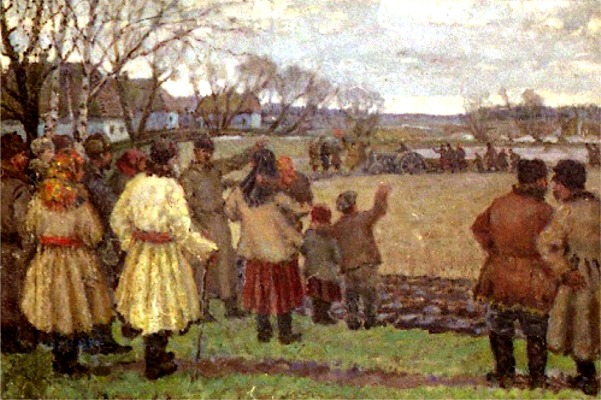
Gemälde im Stil des sozialistischen Realismus: Der erste Traktor von Wladimir Krichatski

### Kurzinhalt
Die Prinzipien des sozialistischen Realismus in der Literatur wurden 1934 auf dem ersten Kongress des sowjetischen Schriftstellerverbandes programmatisch ausgearbeitet. Vorrangige Aufgabe von Literatur sollte die ideologische Erziehung der Bevölkerung sein.
Diese Literaturtheorie beruhte auf mehreren Grundsätzen:
- erwünschte Inhalte (ideologisch determinierter Ideengehalt)
- marxistisch-leninistische Parteilichkeit in den Grundaussagen
- Vorbildcharakter der Handlung
- eine optimistische Grundeinstellung (kein Skeptizismus, Nihilismus, Fatalismus)
- eine einfache, volksverbundene Darstellungsweise
- Verständlichkeit
- ein positiver Held

Damit sollte die Literatur den Aufbau der neuen sozialistischen Gesellschaft beschreiben und unterstützen.

### Historischer Hintergrund in der UdSSR
Die 1920er Jahre waren in der Sowjetunion von Vielfalt und Avantgarde in Kunst und Literatur geprägt.  Es bildeten sich unzählige Gruppen („групповщина“) und Vereinigungen wie LEF, LCK, Proletkult, die die Arbeiterliteratur förderten und teils aggressiv vorantrieben.
Seit den späten 1920er Jahren wurden auch in anderen Ländern avantgardistische und experimentelle Strömungen zurückgedrängt zugunsten von Klassizismus und Ruralismus (wie die „Blut-und-Boden-Literatur“ in Deutschland).
Im Dekret vom 23. April 1932 Über den Umbau der literarisch-künstlerischen Organisationen beschloss das ZK der KPdSU die Auflösung aller Gruppierungen und Organisationen und die Gründung eines (vorläufigen) Allunionsschriftstellerverbandes (WSP). 
Auf dem ersten Allunionskongress der sowjetischen Schriftsteller im August 1934 wurde die neue Doktrin diskutiert. In den Statuten des neugegründeten sowjetischen Schriftstellerverbandes wurde dann der sozialistische Realismus als „verbindliche künstlerische Methode“ festgeschrieben.

„Der sozialistische Realismus als Hauptmethode der sowjetischen künstlerischen Literatur und Literaturkritik fordert vom Künstler wahrheitsgetreue, historisch konkrete Darstellung der Wirklichkeit in ihrer revolutionären Entwicklung. Wahrheitstreue und historische Konkretheit der künstlerischen Darstellung müssen mit den Aufgaben der ideologischen Umformung und Erziehung der Werktätigen im Geiste des Sozialismus abgestimmt werden.“

Kampagnen, die in den folgenden Jahren Begriffe wie Parteilichkeit, Volksverbundenheit, Massengemäßheit und Verständlichkeit propagierten, verengten allmählich die literarischen Möglichkeiten. Stilelemente wie Ironie, Sarkasmus und Satire, grotesk-absurde Formen und experimentelle Literatur waren nun nicht mehr erwünscht.

### Formen

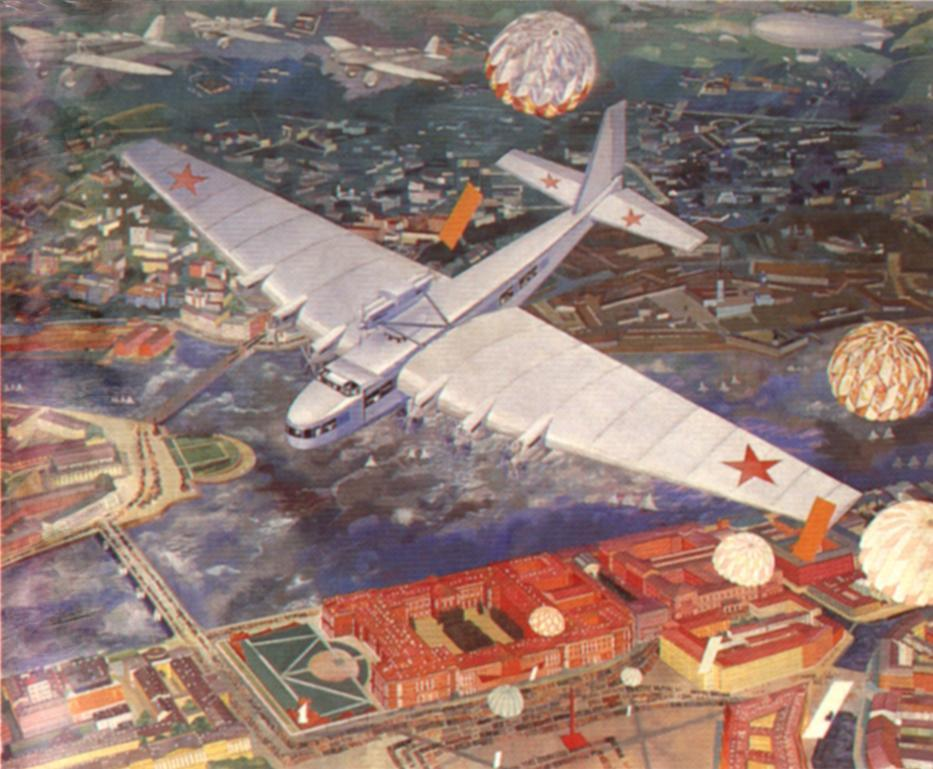
Kupzow: ANT-20 „Maxim Gorki“

Der sozialistische Realismus versuchte Romantik und Realismus zu vereinen, die aus russischer Perspektive die beiden literarischen Hauptepochen des 19. Jahrhunderts darstellten. Hierbei sollte die literarische Form dem Realismus entnommen werden, der positive Geist und die Emotionen der Romantik, und so eine neue, revolutionäre Romantik entstehen. (Eigentlich liegen die Wurzeln des sozialistischen Realismus aber mehr im Klassizismus.)
So wurden alte Formen wiederverwendet, um neue, gesellschaftspolitisch konforme Inhalte zu vermitteln, häufig auf triviale Weise. Dichter der Avantgarde, die zuvor neue sprachliche Formen und Ausdrucksmöglichkeiten der Poesie entwickelt hatten, oder naturalistische Strömungen passten nicht mehr in dieses Konzept. Einzig Wladimir Majakowski, der von den proletarischen Arbeiterdichtern in den 1920er Jahren noch angegriffen worden war, wurde von Nikolai Iwanowitsch Bucharin und von Stalin selbst 1935 als „sowjetischer Klassiker“ ausgezeichnet.

### Gattungen und Motive
Typische Motive der Literatur dieser Epoche sind die Helden des Aufbaus der sowjetischen Gesellschaft. Es herrscht ein „Arbeiter- und Arbeitskult“. Die beispielhafte Leistung, die durch die Industrialisierung eines bis dahin überwiegend agrarisch geprägten Landes durch die Menschen erbracht werden musste, benötigte Helden eines neuen, sowjetischen Typs. Piloten, Flugpioniere und Schiffsbesatzungen waren handelnde Personen. Nach dem Überfall auf die Sowjetunion 1941 wurde auch eine engere Verbindung von Schriftstellern mit der Roten Armee aufgebaut.
Eine Verschmelzung von Heldenepen (wie Eugen Onegin) und bürgerlichem Roman (wie Krieg und Frieden) führte zu der für den sozialistischen Realismus typischen Gattung des Roman-Epos (Роман-Эпопея, Roman-Epopoe). In diesem wurde eine wichtige historische Rahmenhandlung mit den Schicksalen von einzelnen Protagonisten verknüpft und in epischer Breite dargestellt. Bekannte Beispiele dafür waren Alexei Tolstois Der Leidensweg (Хождение по мукам) oder Michail Scholochows Der stille Don (Тихий Дон). (Auch Boris Pasternaks späteres Epos folgte diesem Schema, nur nun mit einer antisowjetischen Ausrichtung.)
Eine weitere bedeutende Gattung des sozialistischen Realismus, der Roman, gliederte sich in drei Nebenzweige:
- Der Produktionsroman war die wichtigste Untergattung bis in die 1930er Jahre. Themen waren landwirtschaftliche Kolchose, Kollektivierung und „Entkulakisierung“, industrieller Aufbau, Gewinnung von Bodenschätzen, Sabotage und Klassenkampf etc. Bekannte Autoren dieser Gattung waren Michail Scholochow, Fjodor Panfjorow und Leonid Leonow; später auch Wsewolod Kotschetow.
- Der Erziehungsroman. Thematisch wurde die Entwicklung des Menschen zur „sozialistischen Persönlichkeit“, Patriotismus und Linientreue zur Partei behandelt. Erfolgreiche Erziehungsromane waren etwa Nikolai Ostrowskis Wie der Stahl gehärtet wurde und Anton Makarenkos Pädagogisches Poem.
- Der historische Roman bildete in den dreißiger Jahren eine neue Sichtweise auf die Geschichte. Statt wie in den Zwanzigern den historischen Klassenkampf in den Mittelpunkt der Betrachtung zu stellen, wurden nun wichtige Ereignisse aus der „nationalen Vergangenheit“ aufgearbeitet, wobei allerdings stets ein Bezug zur sowjetischen Gegenwart hergestellt wurde, entweder als warnende Negativbeispiele oder indem indirekt Parallelen zum aktuellen Herrschaftssystem konstruiert wurden. Bemerkenswerte Beispiele dieser Romangattung sind die Werke von Alexei Tolstoi, Alexej Nowikow-Priboj und Sergej Sergejew-Tschenski.

### In anderen realsozialistischen Ländern
Auch in anderen realsozialistischen Ländern wurde der „sozialistische Realismus“ durchgesetzt. Für die experimentierfreudige ungarische Literatur bedeutete dies:

„So entstand in Budapest eine Kultur des ‚geschlossenen Zimmers‘, in der sich die Mehrheit der Künstler für die ‚innere Emigration‘ entschied. Offiziell wurde der ‚sozialistische Realismus‘ oktroyiert, d. h. eine billige Massenkunst mit vorgeschriebener politischer Propaganda. Moderne Kunst und Literatur wurden pauschal verboten, die reiche Sammlung französischer und ungarischer Impressionisten im Budapester Kunstmuseum beispielsweise hängte man einfach ab. […] Nicht genehme Bücher verschwanden aus Bibliotheken und Buchgeschäften (unter anderem wurden auch Don Quijote und Winnie the Pooh eingestampft). […] Geschrieben, komponiert, gemalt wurde im Geheimen und in der kaum vorhandenen Freizeit: Für die Schublade zu arbeiten galt als Ehre.“

### Alternative Literaturen
Im Klima von Repressionen, Zensur und engen künstlerischen Dogmata konnten von der offiziellen Linie abweichende Arbeiten nur im Verborgenen entstehen und existieren. Trotz der „Säuberungen“ in den dreißiger Jahren schufen Dichter wie Anna Achmatowa, Ossip Mandelstam, Andrei Platonow, Michail Bulgakow und andere bleibende Werke, die in ihrer Gesamtheit eine weitverzweigte Gegenströmung zu den literarischen Produkten des sozialistischen Realismus bilden.

## Sozialistischer Realismus in der DDR
Auch in der Sowjetischen Besatzungszone wurde ab 1945 die Idee des „sozialistischen Realismus“ in der Kunst gefördert, auch durch den neugegründeten Kulturbund. Sowjetische Kulturfunktionäre warnten vor einer „Anhimmelung der bürgerlichen Literatur und Kunst“, die sich „im Zustand der Fäulnis und Zersetzung“ befänden, „schädlich“ seien und in „Büchern und Zeitschriften keinen Platz finden“ dürften.
Anfang September 1948 kritisierte Walter Ulbricht eine vom „Formalismus“ (siehe: Formalismusstreit) beherrschte Kunst, mit der man die Arbeiterschaft nicht erreichen könne. Er forderte von in der SED organisierten Künstlern eine „wirklich volkstümliche realistische Kunst“. Zwar sollten Künstler, die sich nicht danach richteten, nicht unter eine parteiinterne Säuberung fallen, „aber als Partei haben wir einen ganz bestimmten Standpunkt, den des Realismus, und dieser Standpunkt muss […] auf jede Weise durchgesetzt werden.“

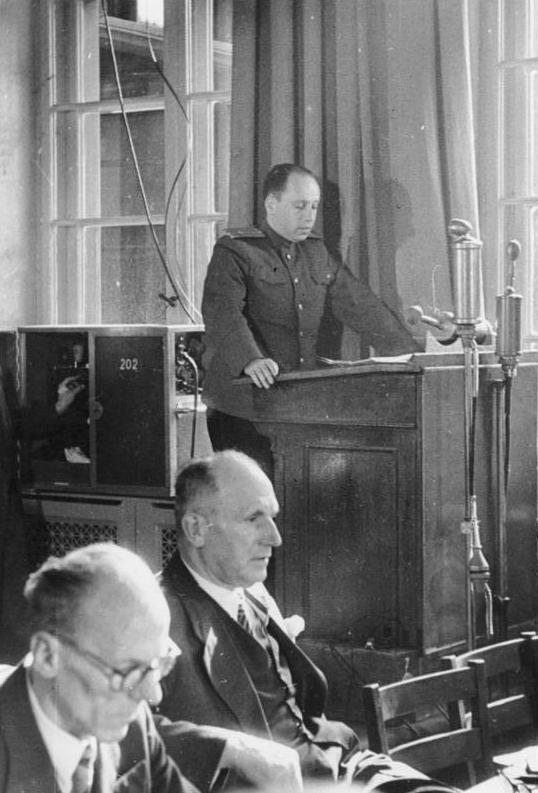
Der SMAD-Offizier für Kultur Alexander Dymschitz bei einer Rede 1947

Die sowjetische Militäradministration SMAD hatte eine eigene Kulturabteilung, deren Leiter, der russische Literaturwissenschaftler Alexander Lwowitsch Dymschitz, die Richtlinien für die neue Kunst in die SBZ trug. Individualismus, Subjektivismus, Emotionen und Fantasien seien Ausdruck bürgerlicher Dekadenz und somit abzulehnen. Sein am 19. November 1948 in der Zeitung Tägliche Rundschau erschienener Artikel gilt als Auslöser für eine Kehrtwende in der Kunst Ostdeutschlands im Sinne einer wenig später „sozialistischer Realismus“ genannten Doktrin. Zwei Wochen später wies die Abteilung „Parteischulung, Kultur und Erziehung“ der SED die Landesparteien an, Diskussionen über den Dymschitz-Artikel zu organisieren. Im Januar 1949 regte die SED an, die Dymschitz-Thesen auch auf andere Teile der Kunst als die Malerei auszudehnen. In zahlreichen Veranstaltungen, unter anderem auch des Kulturbunds, begannen nun verordnete Grundsatzdiskussionen mit, wie Magdalena Heider in ihrem Buch über den Kulturbund ausführt, auch vielen kritischen Stimmen. So hielten Teilnehmer einer Diskussionsveranstaltung des „Arbeitskreises Bildende Kunst im Kulturbund“ im thüringischen Hildburghausen die Einteilung von Kunst in richtig und falsch, in gut und böse, für falsch. „Die Brandmarkung als entartet bzw. dekadent“ erinnere an die NS-Zeit.

## Sozialistischer Realismus in der Musik

### Entwicklung von 1932 bis zu Stalins Tod
Bevor 1932 der sozialistische Realismus als Leitlinie aller Künste beschlossen wurde (s. o.), herrschten im Musikleben der Sowjetunion zwei unterschiedliche Strömungen vor, die in scharfem Gegensatz zueinander standen. Der Russische Verband der proletarischen Musiker (RAPM) propagierte den Proletkurs in der Musik. Seine Mitglieder waren überwiegend Dilettanten, wie auch die Ideologie des Verbandes die Musik als Kunst als bürgerlich ablehnte und nur Werke akzeptierte, die ausdrücklich propagandistischen Inhalt aufwiesen. Zeitgenössische Strömungen wurden als westlich und dekadent abgelehnt. Die ideologische Position des Verbandes lief darauf hinaus, dass nur noch einfache Lieder zum Lobe der Revolution und des Proletariats komponiert werden sollten, nicht aber Werke in herkömmlichen Formen.
Den Gegenpol zum RAPM bildete die 1924 gegründete Assoziation für zeitgenössische Musik (ASM), die von jenem heftig bekämpft wurde. Mitglieder dieser Organisation waren so gut wie alle namhaften Komponisten der Sowjetunion – insbesondere diejenigen, die als Zulieferer der in der Sowjetunion gepflegten Unterhaltungsmusik, der Estrada, tätig waren. Daher waren die musikalischen Positionen ihrer Mitglieder äußerst heterogen – Maximilian Steinberg etwa war noch tief in der Musik der Romantik verwurzelt, Nikolai Mjaskowski hingegen modernisierte in diesen Jahren seine Tonsprache, während Alexander Mossolow die totale Avantgarde repräsentierte. Als Leitlinie galt jedoch unzweideutig, sich an den modernen westlichen Tendenzen zu orientieren (etwa der Zwölftontechnik). Auch in dieser Assoziation herrschte teilweise eine Art Proletkult. Einige Mitglieder (wie Mossolow) wollten die Kunst „industrialisieren“, d. h. in Musikwerken zum Beispiel den Rhythmus von Maschinen darstellen. Ebenfalls wurden Kompositionen zum Lob des neuen Staates verfasst. Insgesamt verfolgte der Verband eine scharfe Abgrenzung von der Tradition. Als aber 1931 der eher konservative Mjaskowski die ASM verließ, folgten ihm viele Komponisten, und die ASM löste sich allmählich auf. Dennoch verfolgten viele Komponisten weiterhin das Ziel einer Modernisierung der Musik.
Die Verkündigung des sozialistischen Realismus widersprach im Prinzip beiden Strömungen, da er einerseits eine klare Ablehnung avantgardistischer Tendenzen, die sich allmählich zu einer Art Tabu entwickelten, andererseits aber auch eine Abweisung des Dilettantismus als Postulat für alle Komponisten bedeutete. De facto stärkte die neue Ästhetik die Komponisten, deren musikalische Anschauungen weitgehend im 19. Jahrhundert wurzelten und die vorher völlig in den Hintergrund geraten schienen, da offen eine Rückbesinnung auf alte Traditionen gefordert wurde (s. u.). Dagegen wurde die ideologische Ausrichtung der Musik der „neuen Zeit“ angepasst. Daher wurde die neue Richtlinie auch von eher konservativen Komponisten (Reinhold Glière, Michail Ippolitow-Iwanow, Sergej Wassilenko) euphorisch begrüßt. Andere Komponisten wie Mjaskowski oder Anatoli Alexandrow änderten ihren Stil erheblich, um der neuen Richtlinie Rechnung zu tragen.
Um 1932 kam die Gattung der Liedsinfonie zu ihrer Blüte. Bei der Liedsinfonie handelt es sich um eine Sinfonie mit Gesang (häufig Soli und Chor), deren Themen bewusst liedhaft und eingängig gestaltet sind. Die formalen Kriterien der Sinfonie werden aber trotzdem bis zu einem gewissen Grade beibehalten. Der bekannteste und oft als bester angesehene Vertreter dieser Gattung ist die Sinfonie Nr. 4 op. 41 mit dem Titel Poem auf einen Komsomolzen-Kämpfer von Lew Knipper. Das Thema des Finales dieser Sinfonie wurde in der Sowjetunion zu einem beliebten Massenlied (s. u.).
Zunächst aber war die neue Ästhetik noch längst nicht allgemein durchgesetzt; Dmitri Schostakowitsch etwa schrieb weiterhin sehr kühne und moderne Werke wie seine 4. Sinfonie und seine Oper Lady Macbeth von Mzensk. Im Jahre 1936 aber kam es zu einem einschneidenden Ereignis: Nachdem Stalin Schostakowitschs o. g. Oper gehört hatte, erschien am 28. Januar in der Prawda ein Artikel namens „Chaos statt Musik“, in dem die Oper scharf angegriffen wurde. Sowohl das Sujet als auch die Musik wurden als indiskutabel dargestellt, und sogar eine Art Drohung war enthalten („Dieses Spiel kann aber böse enden“). In den Zeiten der großen „Säuberungen“ verfehlte dieser Artikel seine Wirkung nicht; außerdem wurden in den folgenden Jahren modernere Komponisten wie Mossolow zeitweise verhaftet. Die Folge war, dass sich sämtliche Komponisten ab Mitte der 1930er Jahre ausnahmslos am sozialistischen Realismus orientierten.
Als der Zweite Weltkrieg begann, war es für viele Komponisten eine Selbstverständlichkeit, Werke zu verfassen, die sich dem Thema „Kampf für die Freiheit“ widmeten. Neben diversen Märschen und Kampfliedern für die sowjetische Armee entstanden auch nicht wenige großformatige Werke – den Beginn machte Mjaskowskis 22. Sinfonie, gefolgt von der berühmten 7. Sinfonie von Schostakowitsch (der Leningrader Sinfonie), der 2. Sinfonie von Aram Chatschaturjan und anderen Werken. Auch Sergei Prokofjew griff dieses Thema auf, etwa in einigen Klaviersonaten, aber auch in der erst 1947 entstandenen 6. Sinfonie. Die Kriegsthematik und die damit einhergehende Darstellung des „Bösen“ erlaubte es den Komponisten, rabiatere (und zugleich progressivere) Stilmittel zu verwenden, als dies vor dem Krieg „erlaubt“ war. Hinzu kam, dass die öffentliche Aufmerksamkeit zu dieser Zeit nicht so stark der Musik gehörte, obwohl auch im Krieg das kulturelle Leben in der Sowjetunion erstaunlich vital blieb. So kam es zu einer (freilich beschränkten) Modernisierung der sowjetischen Musik.
Dieser Tendenz sollte allerdings keine lange Lebensdauer gewährt sein: 1948 kam es zur bekannten Resolution. Direkter Auslöser war der Besuch von Stalin und einigen hochrangigen Politikern der Oper Die große Freundschaft des georgischen Komponisten Wano Muradeli. Obwohl diese Oper eigentlich propagandistisch ausgerichtet war, stießen gerade einige Details der Handlung bei den Politgrößen auf heftigen Widerspruch. Auch die Musik wurde wegen vermeintlicher Modernismen scharf kritisiert. Jedenfalls führte dieser Opernbesuch dazu, dass im Januar 1948 eine Sitzung des Moskauer Komponistenverbandes anberaumt wurde, in der besonders der Parteifunktionär Andrei Schdanow die Entwicklungen in der sowjetischen Musik scharf angriff. Infolge dieser dreitägigen Sitzung wurde am 10. Februar die Parteiresolution Über die Oper „Die große Freundschaft“ veröffentlicht.
In dieser Resolution wurde das Schlagwort des Formalismus in die Welt gesetzt, das in seiner Bedeutung etwa mit „modern“ gleichzusetzen ist. Offiziell wurde erklärt, dass der Formalismus dadurch gekennzeichnet sei, dass die musikalische Form, die Konstruktion eines Musikstücks, über Parameter wie die Melodie gestellt sei und zu „dekadenten“ Erscheinungen wie der Atonalität führe. Direkt kritisiert wurden in dieser Resolution Schostakowitsch, Prokofjew, Chatschaturian, Wissarion Schebalin, Gawriil Popow sowie Mjaskowski. Diese Komponisten wurden zu öffentlichen „Schuldeingeständnissen“ gedrängt, was sie mit Ausnahme Mjaskowskis auch leisteten. Im April kam es zu einer erneuten Sitzung des Komponistenverbandes, in der wiederholt der „Formalismus“ verdammt wurde und Tichon Chrennikow zum neuen Generalsekretär gewählt wurde (was er bis 1992 blieb). Die Folge der Resolution war eine totale Hinwendung der Komponisten zum sozialistischen Realismus; eine Unmenge an propagandistischen Massenliedern, Kantaten, Oratorien und Sinfonien entstand. Offiziell wurden die kritisierten Komponisten erst 1958 rehabilitiert, de facto allerdings waren etwa Mjaskowskis Werke schon ab 1949 wieder ein wesentlicher Teil des Musiklebens. Diese Alleinherrschaft des sozialistischen Realismus hielt bis zu Stalins Tod an.
Nach dem Zweiten Weltkrieg wurden allmählich auch in den neuen sozialistischen Staaten des Ostblocks im Musikleben die Direktiven des sozialistischen Realismus eingeführt. Dies erwies sich insofern als problematisch, als die meisten Komponisten dieser Länder vorher ganz andere Wege beschritten hatten; schließlich war die musikalische Entwicklung 1932, als in der Sowjetunion diese Ästhetik eingeführt wurde, noch längst nicht so weit fortgeschritten gewesen wie um 1950 in den Ländern außerhalb der Sowjetunion. So sahen sich die Komponisten, die in ihren Heimatländern geblieben waren, massiv unter Druck gesetzt, die neuen Richtlinien umzusetzen, denn „formalistische“ Komponisten wurden bloßgestellt und mussten mit vielfältigen Nachteilen rechnen. In der DDR wurde 1951 beispielsweise Paul Dessaus Oper Die Verurteilung des Lukullus öffentlich scharf kritisiert. Zu Stalins Tod war der sozialistische Realismus in allen sozialistischen Ländern weitgehend durchgesetzt.

### Kennzeichen
Musikwerke, die dem sozialistischen Realismus verpflichtet sind, weisen im Allgemeinen folgende Charakteristika auf: Die Tonsprache ist auffallend konservativ und steht im Grunde genommen der Musik der Romantik ziemlich nahe. Sie verbleibt in den Grenzen einer modal eingefärbten Tonalität, fußt auf eingängigen Melodien und ist auch in der Formgebung der Tradition verpflichtet. Tendenzen der Musik des 20. Jahrhunderts wie Zwölftontechnik, Serialismus, Atonalität o. Ä. lehnt die Ideologie des Sozialistischen Realismus als „formalistische Verirrungen“ strikt ab.
Ein besonderes Merkmal des sozialistischen Realismus ist die starke Einbeziehung der nationalen Folklore in die Musik. Wenn schon nicht originale Volksliedthemen verwendet werden, so sind doch Melodik und Harmonik stark national geprägt. Komponisten, die dies ablehnten, wurden als „bürgerliche Internationalisten“ verunglimpft. Nach der gängigen Auffassung beweist die nationale Komponente dagegen Volksverbundenheit und sorgt dafür, dass die Musik „demokratisch“, d. h. allgemein verständlich ist. Generell sollte sich nämlich jedes Musikwerk an alle Menschen wenden; die Devise L’art pour l’art wurde umformuliert in L’art pour l’homme.
Diese Forderungen nach Allgemeinverständlichkeit, konservativer Tonsprache und Einbeziehung nationaler Folklore spiegeln sich beispielsweise in folgendem Artikel aus einem Musiklexikon für Kinder aus der DDR:

„Eine Hauptaufgabe der realistischen Musik besteht darin, möglichst viele Menschen anzusprechen. […] Um sich verständlich zu machen[,] geht der Komponist von der Tradition aus. Er studiert die Kunst der großen Meister vor ihm und knüpft an ihr Schaffen an. Dieses Anknüpfen kann darin bestehen, daß er die Form der Sinfonie aufgreift und weiterentwickelt oder nationale Intonationen zugrunde legt.“

Trotz der oben genannten Gemeinsamkeiten mit der Musik der Romantik gibt es einen gravierenden Unterschied zu dieser Epoche: Während die Romantiker eine Vorliebe für das Dunkle, Ungewisse entwickelten und häufig einen gewissen Weltschmerz erkennen lassen, ist die Musik des sozialistischen Realismus in ihrer Grundstimmung optimistisch. Negative Stimmungen werden nur eingesetzt, um überwunden zu werden; Grundlage vieler Werke ist das Konzept einer „optimistischen Tragödie“, d. h. der Kampf um die Überwindung von negativen Erscheinungen (häufig in der Entwicklung von Moll nach Dur dargestellt). Aus diesem Grund besitzen viele Kompositionen einen heroischen, aktiv kämpferischen Gestus und weisen nicht selten einen Hang zu großem Pathos auf.
Besonders bemerkenswert ist dabei die Tatsache, dass diese Grundstimmung ein deutlich zuverlässigeres Kennzeichen des sozialistischen Realismus in der Musik ist als die Musik selbst. So entspricht das „Mansfelder Oratorium“ von Ernst Hermann Meyer, ein Musterbeispiel für sozialistischen Realismus, dem Prinzip des „Per aspera ad astra“ voll; es handelt sich dabei um die Geschichte eines Bergbauwerkes vom Mittelalter bis zur Errichtung des Sozialismus auf deutschem Boden. Musikalisch aber lässt sich die Ästhetik des sozialistischen Realismus an keiner Stelle des Werkes festmachen. Tatsächlich handelt es sich um ein musikästhetisches Sammelsurium, in der Anklänge an verschiedene Formen und Stile unterschiedlicher Epochen zu finden sind; Meyer selbst spricht in diesem Zusammenhang von „Stilparodien“. Ob es den sozialistischen Realismus auf dem Gebiet der Musik nur als Doktrin oder tatsächlich als eigenständige Ästhetik gegeben hat, ist daher fraglich.
Besonders großer Wert wurde (selbstverständlich) auf die Vermittlung von sozialistischen Inhalten gelegt. So entstanden Opern, Kantaten und Lieder auf propagandistische Texte, doch auch Instrumentalwerke wurden oft mit einem ideologischen Programm unterlegt. Die Musikkritik interpretierte neue Kompositionen (auch solche ohne explizites Programm) auch grundsätzlich als gesellschaftliche Äußerungen. Älteren Kompositionen wurden politisch-gesellschaftliche Botschaften untergeschoben. So erklärt Antonyn Sychra in seinem Buch Parteiliche Musikkritik als Mitschöpferin einer neuen Musik, Schuberts Liederzyklus Winterreise habe nur vordergründig den persönlichen Schmerz eines unglücklich verliebten Mannes zum Inhalt; vielmehr sei es Schubert darauf angekommen, die allgemeine soziale Misere in den Jahren nach dem Wiener Kongress zum Ausdruck zu bringen.
Ein fast ausschließlich in sozialistischen Ländern aufgetretenes Phänomen ist das sogenannte „Massenlied“. Bei diesem handelt es sich um ein melodisch und harmonisch betont schlicht gehaltenes Lied auf einen revolutionären, eindeutig für den Sozialismus Partei ergreifenden Text, das von einer großen Anzahl von Personen problemlos gesungen werden konnte. Ein Vorbild für das Massenlied war zum Beispiel Die Internationale. Nach offizieller Auffassung handelte es sich beim Massenlied um eine gänzlich neue, für die Musikkultur im Sozialismus typische Gattung.

### Komponisten und ihre Werke
In der Sowjetunion war von etwa 1936 bis Anfang der 1960er Jahre praktisch jeder Komponist der Ästhetik des Sozialistischen Realismus verpflichtet. Ausnahmen wie Nikolai Roslawez oder Galina Ustwolskaja waren sehr selten; zudem bestand für Werke dieser Komponisten de facto ein Aufführungsverbot. Auch die berühmtesten Komponisten orientierten sich an dieser Doktrin. Dmitri Schostakowitsch stand ihr zwar eher skeptisch gegenüber, sah sich aber dennoch auf Grund der harschen Kritik von 1936 und 1948 gezwungen, in Werken wie der 5. Sinfonie und mehr noch seinem Oratorium Das Lied von den Wäldern op. 81 auf die offiziellen Forderungen einzugehen und seine Tonsprache zu entschärfen.
Obwohl auch Sergei Prokofjew im Jahre 1948 unter Beschuss geriet, vermochte er es trotzdem viel leichter, sich der Ästhetik anzupassen, da er es selbst als sein Anliegen betrachtete, dem Zuhörer „verständliche“ Musik anzubieten. Freilich hielt man seine Musik dennoch für zu modern, sodass auch Prokofjew Konzessionen machen musste. Besonders deutlich werden seine Bemühungen nach Verständlichkeit in Werken wie der 5. und 7. Sinfonie oder seinem Oratorium Auf Friedenswacht op. 124.
Anders verhielt es sich mit Aram Chatschaturjan, dessen eigene ästhetische Position mit den Forderungen des sozialistischen Realismus (v. a. in Bezug auf den nationalen Charakter von Musik) weitgehend übereinstimmte. Ballette wie Gayaneh oder Spartacus, seine Konzerte, Sinfonien und Vokalwerke wie die Ode auf Stalin verbinden armenisches Kolorit mit propagandistischer Ausrichtung. Dennoch wurde auch Chatschaturian 1948 kritisiert. Dies widerfuhr auch seinem Lehrer Nikolai Mjaskowski, der gleich nach Verkündigung der Grundsätze im Jahre 1932 eine Sinfonie über die Kollektivierung der Landwirtschaft komponierte (Nr. 12 g-Moll op. 35). Mjaskowski bemühte sich in den folgenden Jahren um eine Vereinfachung und Aufhellung seines sehr komplexen, melancholischen Stils und fand zu einer Musik, die weitgehend auf der des 19. Jahrhunderts fußt. Gleichwohl bewahrte er einige Kennzeichen seines vorigen Schaffens. Von allen Komponisten, die 1948 kritisiert wurden, ist er derjenige, bei dem dies am unverständlichsten erscheint. Er wurde denn auch schnell rehabilitiert, ohne größere Werke zu komponieren, die ausdrücklich auf Parteilinie stehen.
Neben diesen vier großen Komponisten gibt es noch eine Reihe weiterer Komponisten, die Musik im Stile des sozialistischen Realismus komponierten. Zu nennen sind hier vor allem Dmitri Kabalewski, der auch Musik für jüngere Leute schrieb, Tichon Chrennikow, der als Generalsekretär des Komponistenverbandes eine zentrale Rolle spielte, und Georgi Swiridow, der überwiegend Vokalmusik komponierte. Daneben eigneten eine Reihe von alten Komponisten sich die Prinzipien des sozialistischen Realismus an, etwa Michail Ippolitow-Iwanow, Reinhold Glière und Sergej Wassilenko. Außerdem spielte der sozialistische Realismus in einer Reihe von nationalen Schulen eine gewichtige Rolle. Beispiele hierfür sind Fikret Amirow aus Aserbaidschan, Otar Taktakischwili aus Georgien und Mykola Kolessa aus der Ukraine. Für Komponisten, die nach 1925 geboren wurden, nahm die Bedeutung des sozialistischen Realismus merklich ab.
In der DDR waren Ottmar Gerster und Leo Spies die wohl bedeutendsten Vertreter des sozialistischen Realismus. Gerster hatte schon zu Zeiten der Weimarer Republik eine Reihe von Werken für die Arbeiterbewegung geschrieben und besaß einen handwerklich sauberen, volkstümlichen Kompositionsstil. Besondere Beachtung fanden seine 2. Sinfonie, genannt Thüringer Sinfonie, die Kantate Eisenkombinat Ost von 1951 und die Festouvertüre 1948. Spies, dessen Werke von eingängiger Melodik und einfallsreichem Umgang mit tradierter Harmonik gekennzeichnet sind, wurde vor allem für seine Kammermusik, Lieder und Kantaten geschätzt. Auch Ernst Hermann Meyer kann als Vertreter des sozialistischen Realismus gelten. Obwohl nur ein Teil seiner Werke dieser Kunstauffassung problemlos zuzurechnen ist, trat er in seinem Buch Musik im Zeitgeschehen als ihr entschiedener Verteidiger auf. Für viel Aufsehen sorgte sein Mansfelder Oratorium, das das Leben der Bergarbeiter im Wandel der Zeiten darstellt. Hanns Eisler komponierte zu DDR-Zeiten nur noch wenige große Werke, die allerdings für größeres Aufsehen sorgten (etwa seine Neuen Deutschen Volkslieder); seine früheren Kompositionen haben mit dem sozialistischen Realismus kaum etwas gemein. Paul Dessau nahm von dieser Ästhetik nur flüchtig Notiz und kann ebenfalls nicht als einer ihrer Protagonisten bezeichnet werden.
In den meisten Ostblockstaaten beschäftigte sich kaum ein Komponist längerfristig mit dem sozialistischen Realismus. In der Tschechoslowakei orientierte sich der Slowake Alexander Moyzes in seiner mittleren Schaffensperiode an dieser Ästhetik, die besonders in seinen Sinfonien Nr. 5 bis 7 und einigen Orchestersuiten zum Ausdruck kommt. Schon vor dem Zweiten Weltkrieg hatte sich Erwin Schulhoff ab etwa 1932 vom Dadaismus abgewandt und einige Kennzeichen des sozialistischen Realismus in seine Werke aufgenommen, besonders in seiner Vertonung des Kommunistischen Manifests von Karl Marx und seiner der Roten Armee gewidmeten 6. Sinfonie, der Freiheitssinfonie. In Ungarn kam Zoltán Kodály der Ästhetik recht nahe, da er in seinem ganzen Schaffen Volksmusik verarbeitete und seine Werke somit mit dem sozialistischen Realismus durchaus vereinbar waren. Aleksandar Josifov ist in Bulgarien einer der herausragenden Vertreter des sozialistischen Realismus und insofern eine Ausnahme, als er als einer der wenigen jüngeren Komponisten sich dieser Ästhetik angeschlossen hat. In Rumänien fand vor allem Gheorghe Dumitrescu große Beachtung. Nahezu keine Rolle spielte der sozialistische Realismus hingegen in Polen.

## Sozialistischer Realismus in der Architektur

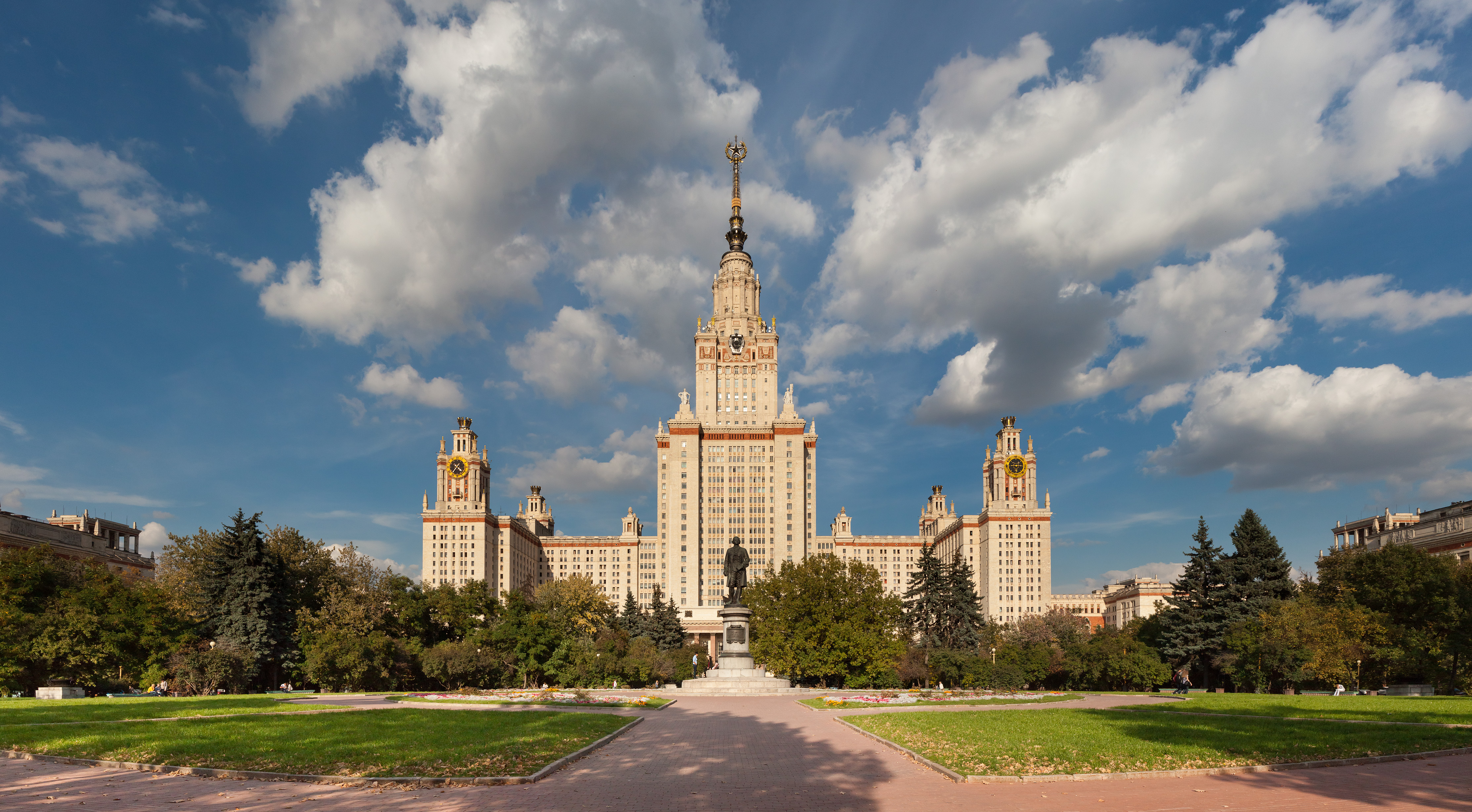
Lomonossow-Universität in Moskau, eine der „Sieben Schwestern“

In der Architektur der Sowjetunion löste der sozialistische Realismus, der in der Baukunst eher mit den Begriffen Stalinistische Architektur, sozialistischer Klassizismus oder stalinscher Zuckerbäckerstil bezeichnet wird, den Konstruktivismus ab. Die Hinwendung der Architektur zum Klassizismus war in der Zeit der dreißiger Jahre kein ausschließlich sowjetisches, sondern durchaus ein internationales Phänomen. Das totalitäre System des Stalinismus – und ähnliches gilt hier auch für den Nationalsozialismus – sorgte jedoch dafür, dass sich der Klassizismus in der Architektur der Sowjetunion flächendeckend durchsetzte und seinen Ausdruck in monumentalen Bauprojekten fand. Beispiele hierfür sind die sogenannten „Sieben Schwestern“ in Moskau und der Plan der Errichtung eines Palasts der Sowjets in deren Mitte. In Sankt Petersburg ist das Haus der Sowjets am Moskauer Platz ein Beispiel für den sozialistischen Realismus in der Architektur.
Nach dem Ende des Zweiten Weltkriegs breitete sich die sowjetische Art zu Bauen auch in den anderen Ländern des sozialistischen Lagers aus. Beispiele hierfür sind etwa die Ost-Berliner Stalinallee oder der Kulturpalast in Warschau.

### Entwicklungen nach Stalins Tod
Anders als bei den übrigen Kunstgattungen ist die Zeit des sozialistischen Realismus in der Architektur mit dem Tod Stalins beendet (offiziell seit 1955). Es folgte eine Rückkehr zur Schlichtheit moderner Architektur. Eine Ausnahme bildet etwa das erst in der zweiten Hälfte der 1980er Jahre in Bukarest entstandene so genannte Haus des Volkes (heute Parlamentspalast).

### Sammlungen
Der Memento Park im Südwesten der ungarischen Hauptstadt Budapest wurde 1993 eröffnet. Er umfasst eine von Ákos Eleőd gestaltete Sammlung von Denkmälern aus der Zeit des Realsozialismus.

## Rezeption

### Marxistische Kritik
Leo Trotzki unterzog die sowjetische Kulturproduktion einer fundamentalen Kritik (Kunst und Revolution, 1939). Während die Oktoberrevolution der Kulturproduktion noch einen Aufschwung verschafft habe, unterdrücke die Bürokratie die Kunst mit totalitärer Hand. Ihr einziger Zweck bestehe fortan darin, die Führer zu verehren und Mythen zu produzieren.

„Der Stil der offiziellen sowjetischen Malerei von heute heißt ‚sozialistischer Realismus‘. Dieser Name ist ihr offenbar von irgendeinem Leiter irgendeiner Kunstsektion gegeben worden. Dieser Realismus besteht darin, die provinziellen Daguerreotypien des dritten Viertels des letzten Jahrhunderts nachzuäffen; der ‚sozialistische‘ Charakter besteht offensichtlich darin, mit den Mitteln einer verfälschenden Photographie Ereignisse darzustellen, die niemals stattfanden. Es ist nicht möglich, ohne ein Gefühl physischen Ekels und Entsetzens sowjetische Verse und Romane zu lesen oder Reproduktionen sowjetischer Plastiken zu betrachten: In diesen Werken verewigen mit Feder, Pinsel oder Meißel bewaffnete Funktionäre unter der Aufsicht von Funktionären, die mit Mauserpistolen bewaffnet sind, ‚große‘ und ‚geniale‘ Führer, die in Wirklichkeit nicht einen Funken von Größe und Genialität besitzen. Die Kunst der Stalinepoche wird als krassester Ausdruck des tiefsten Niedergangs der proletarischen Revolution in die Geschichte eingehen.“

Trotzki hebt die Freiheit der Kunst hervor; so wäre eine wirklich revolutionäre Partei weder in der Lage noch willens, die Kunst zu steuern. „Die Kunst und die Wissenschaft suchen nicht nur keine Lenkung, sondern können von ihrem Wesen her keine dulden.“ Die Kunst könne nur der Revolution dienen, wenn sie sich selbst treu bleibe.

### Zeitgenössische Rezeption
Oft als anspruchslose und mit Kitschelementen behaftete Kunst rezipiert, erlebte der sozialistische Realismus im Zuge der Ästhetisierung des Trash eine Renaissance in der Populärkultur (siehe auch: Ostalgie).
Heute wird deutlich, dass die Literatur des sozialistischen Realismus auch eine legale Möglichkeit der Überprüfung ideologischer Tabuthemen und politisch-gesellschaftlicher Zwänge war. Diese Position forderte von der Literatur manchmal ernsthafte Opfer und zwang ihr eine soziale Verantwortung auf, die die Literatur im Westen Europas längst nicht mehr hatte, da eine derartige Verantwortung in die Zuständigkeit anderer Institutionen fiel. Der im Vergleich zu Westeuropa größere gesellschaftliche Wirkungsraum der Literatur in Mittel- und Osteuropa ging nach 1990 verloren.